# Морено, Родриго (легкоатлет)
Родриго Морено Мунар (исп. Rodrigo Moreno Munar; род. 29 апреля 1966, Богота) — колумбийский легкоатлет, специалист по спортивной ходьбе. Выступал за сборную Колумбии по лёгкой атлетике в 1990—2015 годах, обладатель серебряной медали Игр Центральной Америки и Карибского бассейна, серебряный призёр Боливарианских игр, победитель Панамериканского и Южноамериканского кубков, участник летних Олимпийских игр в Пекине.

## Биография
Родриго Морено родился 29 апреля 1966 года в Боготе, Колумбия.
Впервые заявил о себе в лёгкой атлетике на международном уровне в сезоне 1990 года, когда вошёл в состав колумбийской национальной сборной и выступил на Кубке Южной Америки по спортивной ходьбе в Гуаякиле, где стал серебряным призёром в гонке юниоров на 35 км. Год спустя на аналогичных соревнованиях в Боготе превзошёл всех соперников в той же дисциплине и завоевал золотую медаль.
В 1993 году выиграл серебряную медаль в ходьбе на 50 км на Боливарианских играх в Кочабамбе.
В 1996 году на Панамериканском кубке по спортивной ходьбе в Манаусе финишировал седьмым на дистанции 50 км.
В 1997 году взял бронзу в ходьбе на 35 км на Южноамериканском кубке в Боготе.
В 2005 году на Панамериканском кубке в Лиме стал восьмым в дисциплине 50 км, тогда как на Боливарианских играх в Армении был дисквалифицирован.
На Панамериканском кубке 2007 года в Балнеариу-Камбориу пришёл к финишу пятым.
Благодаря череде удачных выступлений удостоился права защищать честь страны на летних Олимпийских играх 2008 года в Пекине — в программе ходьбы на 50 км показал результат 4:03:52, расположившись в итоговом протоколе соревнований на 34-й строке.
После пекинской Олимпиады Морено остался действующим спортсменом и продолжил принимать участие в крупнейших международных стартах. Так, в 2009 году он отметился выступлением на Панамериканском кубке в Сан-Сальвадоре, где стал бронзовым призёром в личном зачёте 50 км и тем самым помог своим соотечественникам выиграть командный зачёт.
В 2010 году закрыл двадцатку сильнейших на Кубке мира в Чиуауа, получил серебро на Играх Центральной Америки и Карибского бассейна в Маягуэсе — уступил здесь только мексиканцу Орасио Нава.
В 2011 году на Панамериканском кубке в Энвигадо финишировал пятым в личном зачёте и вновь выиграл командный зачёт 50 км.
На Кубке мира 2012 года в Саранске занял итоговое 34-е место в ходьбе на 50 км.
В 2013 году на Панамериканском кубке в Гватемале сошёл с дистанции, при этом колумбийские ходоки стали серебряными призёрами в командном зачёте.
В 2015 году на Панамериканском кубке в Арике показал 15-й результат на дистанции 50 км.